# Antofalla
Antofalla este un stratovulcan mare și foarte îndepărtat, în provincia Catamarca în nord-vestul Argentinei.

## Geografia
Este cel mai înalt vulcan activ din lume. Acesta este situat la marginea platoului Puna de Atacama la est de Deșertul Atacama. Acesta se află la vest de Salar de Antofalla care are peste 140 km în lungime. 

## Istoria
Ruine incașe pot fi găsite la baza vulcanului, oferind dovada definitivă a numeroase ascensiuni pre-columbiene.